# Okres Řešov
Okres Řešov (Rzeszów; polsky Powiat rzeszowski) je okres v polském Podkarpatském vojvodství. Rozlohu má 1153,32 km² a v roce 2019 zde žilo 169 438 obyvatel. Sídlem správy okresu je město Řešov, které však není jeho součástí, ale tvoří samostatný městský okres.

## Gminy
Městská:
- Dynów

Městsko-vesnické:
- Błażowa
- Boguchwała
- Głogów Małopolski
- Sokołów Małopolski
- Tyczyn

Vesnické:
- Chmielnik
- Dynów
- Hyżne
- Kamień
- Krasne
- Lubenia
- Świlcza
- Trzebownisko

## Města
- Błażowa
- Boguchwała
- Dynów
- Głogów Małopolski
- Sokołów Małopolski
- Tyczyn